# Рудшур (дегестан)
Рудшур (перс. رودشور) — дегестан в Ірані, в Центральному бахші, в шагрестані Зарандіє остану Марказі. За даними перепису 2006 року, його населення становило 854 особи, які проживали у складі 234 сімей.

## Населені пункти
До складу дегестану входять такі населені пункти:
- Аббасабад
- Аліабад
- Альвандабад
- Гаджі-Болагі
- Гашаміє
- Дарбанд-е Ґуїлаг
- Залу-Болагі
- Касемабад-е Софла
- Незамабад
- Новрузабад
- Пейк
- Расфіджан
- Сальманабад
- Согейль-Наджафабад
- Сольтанабад
- Сольтан-Агмадлу
- Фараджабад
- Хоррамабад
- Шірін-Болаг